# 陳元龍
陳元龍（1652年—1736年），字廣陵、，號乾齋、高齋、廣野居士，浙江省杭州府海寧縣（今浙江省海寧縣鹽官鎮），清朝政治人物、榜眼及第。諡文簡。

## 生平
祖先本高姓，過繼到陳姓。康熙二十四年，登進士一甲第二名（榜眼），授翰林院編修，入直南書房。當時左都御史郭琇彈劾高士奇，牽連到陳元龍，稱其與高士奇聯宗，結為叔姪，招納賄賂，康熙帝就要罷免陳元龍與高士奇。高士奇的年齡與官職都在陳元龍之上，陳元龍上疏奏辯：“臣家本來就出自於高姓，族譜明明白白記著。如果說臣要去交結高士奇，為甚麼反而是高士奇稱臣為叔父？”此後事情得到清白，命其恢復職位，此後累升至侍讀學士。
康熙四十二年，再升爲詹事府詹事，因父親生病而乞養歸。此後授翰林院掌院學士。康熙五十年，升任吏部侍郎，后授廣西巡撫。當時廣東歉收，廣西米價高，其派遣官員抵達湖南去買米平價。康熙五十四年，修建興安陡河閘，保護兩廣地區運輸。此後在省城擴養濟院，立義學，創育嬰堂，建倉貯穀。
康熙五十七年，升任工部尚書。康熙六十年，調任禮部尚書。雍正帝繼位后，命其守護景陵。雍正七年，與左都御史尹泰同授額外大學士，尋授文淵閣大學士，兼禮部尚書。后因廣西公費虧空等事，免除文淵閣大學士職位。雍正十一年，以老乞休，加太子太傅致仕，令其子編修陳邦直歸侍養。乾隆元年去世，賜祭葬，諡文簡。